# Codex Salmasianus

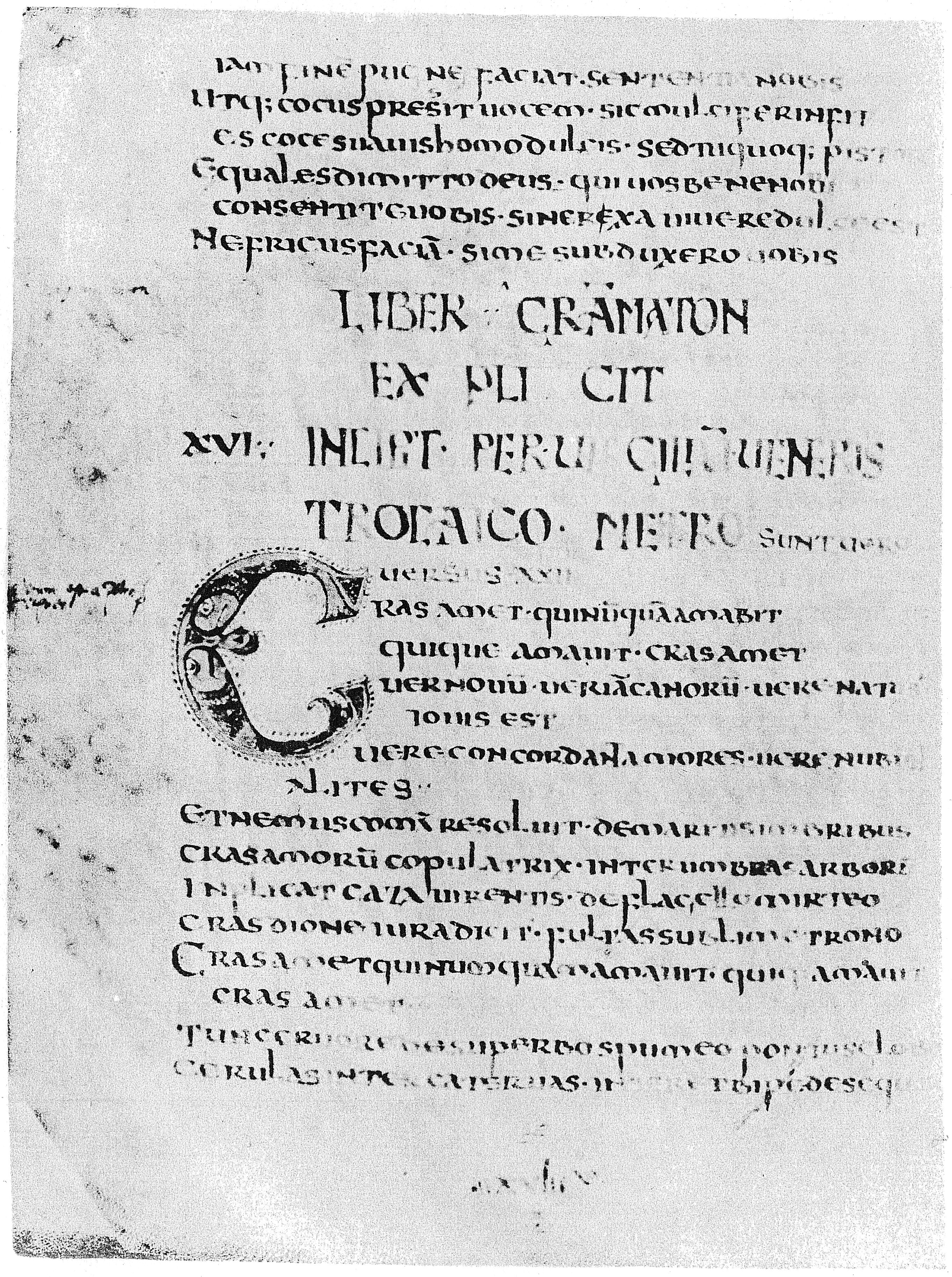
Eine Seite aus dem Codex Salmasianus: der Anfang des Pervigilium Veneris

Der Codex Salmasianus ist eine lateinische Handschrift in unzialer Schrift.
Heute wird die Handschrift in Paris aufbewahrt (Codex Parisinus Latinus 10318). Sie befand sich einst im Besitz des französischen Philologen Claude de Saumaise, latinisiert Salmasius (1588–1653), der auch seinen Namen hineinschrieb, woher die Benennung als „Salmasianus“ rührt. Die vorherigen Geschicke der Handschrift liegen im Dunkeln, ebenso wie Herkunft und Entstehungszeit. Plädierte Ludwig Traube aufgrund paläographischer Kriterien für Spanien und das Ende des 7. Jahrhunderts, so sprachen sich andere Paläographen für Norditalien oder Frankreich des ausgehenden 8. Jahrhunderts aus (E. A. Lowe, B. Bischoff), eine Position, die in jüngerer Zeit durch die Untersuchungen Maddalena Spallones zur Communis opinio befestigt wurde.
Der Codex enthält eine Sammlung lateinischer Kleindichtung aus dem 1. bis 6. Jahrhundert, die gegen Ende der Vandalenherrschaft in Nordafrika (534) unter Verwendung früherer Sammlungen zusammengestellt wurde. Obgleich der Codex von einem halbgebildeten Kopisten sehr fehlerhaft von einer Vorlage in Capitalis abgeschrieben wurde und auch mechanisch beschädigt ist (es fehlen die ersten 11 Quaternionen, die die ersten 5 Bücher von insgesamt 24 enthielten), ist die Sammlung des Codex Salmasianus die wichtigste Sammlung lateinischer Kleindichtung und bildet den Grundstock der modernen Sammlung der Anthologia Latina.